# ورزقان
ورزقان (بالفارسية: ورزقان) هي مدينة تقع في إيران في البلدة المركزية. يقدر عدد سكانها بـ 3,549 نسمة .